# Chak Bankola
Chak Bankola é uma vila no distrito de Barddhaman, no estado indiano de Bengala Ocidental.

## Demografia
Segundo o censo de 2001, Chak Bankola tinha uma população de 10 318 habitantes. Os indivíduos do sexo masculino constituem 57% da população e os do sexo feminino 43%. Chak Bankola tem uma taxa de literacia de 55%, inferior à média nacional de 59,5%; a literacia no sexo masculino é de 62% e no sexo feminino é de 46%. 11% da população está abaixo dos 6 anos de idade.